# Cyclura albipuncta
Cyclura albipuncta är en fjärilsart som beskrevs av George Francis Hampson 1893. Cyclura albipuncta ingår i släktet Cyclura och familjen sikelvingar. Inga underarter finns listade i Catalogue of Life.